# تقطیر بسته
تقطیر بسته یا تقطیر دیفرانسیلی یا تقطیر ناپیوسته(به انگلیسی: Batch distillation) نوعی از عمل تقطیر است که در آن مخلوط جداسازی داخل مخزنی ریخته شده و پس از جداسازی اجزا ،مجددا مخلوط کم شده اضافه می شود.این روش تقطیر نقطه مقابل تقطیر پیوسته است که کاربرد وسیع صنعتی دارد و در آن خوراک مرتبا وارد و به همان میزان جرم از داخل برج تقطیر محصول جداسازی شده خارج می شود.